# Silvestre Igoa
Silvestre Igoa, teljes nevén Silvestre Igoa Garciandia (Añorga, 1920. szeptember 5. – Donostia-San Sebastián, 1969. május 31.) spanyol-baszk labdarúgó, csatár.

## Pályafutása
A ma Donostia-San Sebastiánhoz tartozó Añorgában született Igoa a negyvenes-ötvenes évek egyik legeredményesebb spanyol csatára. 1941-től 1950-ig a Valencia játékosa volt, ahol százhatvannyolc bajnokin nyolcvanegy gólt szerzett, ezzel a klub történetének máig hetedik legeredményesebb góllövője. A „denevérekkel” az ott töltött kilenc év alatt három bajnoki címet és egy kupagyőzelmet ünnepelhetett.
1950-ben hazatért szülővárosába, ugyanis a Real Sociedad igazolta le. Itt hat évig játszott, ezalatt hasonló mutatókat produkált, mint Valenciában, ugyanis a baszk csapatban a statisztikái 116 találkozón szerzett hatvan gól. Utolsó aktív szezonját Granadában töltötte, majd harminchét évesen visszavonult.
A spanyol válogatottban is igen termékeny volt a gólokat illetően, ugyanis tíz összecsapáson hét találatot jegyzett. A hétből kettőt Brazíliában, az 1950-es vb-n szerzett.
Tragikusan fiatalon, mindössze negyvennyolc évesen hunyt el.

## Válogatott góljai
| #  | Időpont          | Helyszín                              | Ellenfél         | Állás | Végeredmény | Kiírás         |
| -- | ---------------- | ------------------------------------- | ---------------- | ----- | ----------- | -------------- |
| 1. | 1948. május 30.  | Montjuïc, Barcelona, Spanyolország    | Írország         | 1–1   | 2–1         | Barátságos     |
| 2. | 1948. május 30.  | Montjuïc, Barcelona, Spanyolország    | Írország         | 2–1   | 2–1         | Barátságos     |
| 3. | 1948. június 20. | Hardturm, Zürich, Svájc               | Svájc            | 0–2   | 3–3         | Barátságos     |
| 4. | 1948. június 20. | Hardturm, Zürich, Switzerland         | Svájc            | 2–3   | 3–3         | Barátságos     |
| 5. | 1949. június 12. | Dalymount Park, Dublin, Írország      | Írország         | 1–4   | 1–4         | Barátságos     |
| 6. | 1950. június 25. | Durival de Britto, Curitiba, Brazília | Egyesült Államok | 1–1   | 3–1         | Világbajnokság |
| 7. | 1950. július 13. | Maracanã, Rio de Janeiro, Brazília    | Brazília         | 6–1   | 6–1         | Világbajnokság |

## Sikerei, díjai
- Bajnok: 1941-42, 1943-44, 1946-47
- Kupagyőztes: 1948-49
- Szuperkupa-győztes: 1949